# Konan Big
Eugenio Torres Villarreal (Monterrey, Nuevo León; 13 de julio de 1964), conocido como Konan Big, es un luchador profesional mexicano, conductor, cantante y comediante. 
Como luchador profesional, es conocido por su paso en el circuito independiente mexicano. Ahí salto a la fama por luchar contra celebridades y famosos en el ring. También tuvo algunas apariciones para la empresa Lucha Libre AAA.
Como conductor de televisión, trabaja para la cadena Multimedios Televisión principalmente en Es Show junto a Ernesto Chavana. También trabajó un tiempo para Televisa Monterrey.

## Carrera como luchador

### Circuito independiente mexicano
Torres hizo su debut como Konan Big en la lucha libre profesional a principios de 2004 trabajando para la promoción de lucha libre profesional con sede en Monterrey, Federación Internacional de Lucha Libre. A un mes de su debut, Konan ya había ganado la máscara de "Latin Heart" cuando lo derrotó en una Luchas de Apuesta (bet match). El 22 de febrero de 2004, Konan perdió su propia máscara cuando fue derrotado en un lucha de apuesta por un luchador local llamado Spiderman.
Después empezaría una rivalidad con Pato Zambrano, un actor y conductor de televisión. En el storyline, La Tigresa -exnovia de Zambrano- había contratado a Konan para humillar a Zambrano. Konan y El Pato Zambrano se enfrentaron teniendo como ganador a Zambrano. Konan después obtendría su revancha contra Zambrano venciéndolo en una lucha de ataúd y tiempo después lo venció en otra lucha de apuestas.
A mediados de los años 2000, Konan lucharía contra otras personalidades como el modelo Alfonso Poncho de Nigris, Regalito the Clown, ÓScar Burgos "Maciel" y Mario Bezares. En 2006, también se vengó un poco de Pato Zambrano cuando le afeitó el cabello después de derrotarlo en una lucha de apuesta.. Durante ese tiempo hizo popular su frase ¡Y mira lo que traigo raza!.
En 2005, Konan ganó su primer campeonato, el Campeonato Mundial de Peso Pesado FILL. Mantuvo el título a lo largo de 2005 y 2006, hasta perderlo a manos del luchador cubano Konnan y luego recuperándolo. En diciembre de 2006, Konan  perdió el título por segunda y última vez ante Rayo de Jalisco Jr..
Debido a su fama en el norte de México, tuvo la oportunidad de luchar con luchadores de fama nacional como El Hijo del Perro Aguayo, Latin Lover, Blue Demon Jr., El Mesías, Cibernético, Dr. Wagner Jr., Rush y El Hijo del Ninja.
En 2007, Konan derrotó a Axel ''El Nieto del Santo'' para ganar el Campeonato Mundial de Peso Medio FILL. El 11 de marzo de ese año, Konan y Axel perdieron una lucha por equipos ante El Hijo del Aníbal y El Hijo del Solitario, después de lo cual los dos se enfrentaron en un combate de título contra máscara. En la noche, Konan perdió el título ante Axel, quien de paso mantuvo la máscara.
Konan Big continuaría luchando contra celebridades locales, perdiendo ante el payaso Regalito y Raton the Clown en un 2-on-1 Handicap match y luchando contra el DJ de radio Cepi Boy. Posteriormente, afirmó haber hecho una aparición entre bastidores durante el evento Genesis de la empresa estadounidense Total Nonstop Action Wrestling (TNA) en el año 2007, presentando un desafío abierto a cualquier luchador. Esta aparición aparentemente fue su única aparición para TNA hasta el momento, pero de esta información solo existe como evidencia una fotografía de Konan desafíando a Kurt Angle.
En 2015, Konan sufrió una grave lesión luchando en Monclova, Coahuila.

### Lucha Libre AAA
En 2009, Konan hizo su debut en la empresa Lucha Libre AAA en el evento Héroes Inmortales III. En el evento Konan hizo una aparición sorpresa retando a Chessman a una lucha pero Electroshock lo interrumpió y Chessman terminó luchando contra Electroshock. Más tarde en el evento Konan participó en el torneo de la Copa Antonio Peña llegó a la final pero fue derrotado por Cibernético.
En 2011, Konan regresó a AAA en el evento Héroes Inmortales V en donde acompañó al Hijo del Perro Aguayo en su lucha contra Dr. Wagner Jr. por el Campeonato Latinoamericano.

## En lucha
- Movimientos finales
  - La Konada (Piledriver)
  - El Bombazo Perfecto (Powerbomb)
  - Bombazo rompe espinas (Sitout Powerbomb)
  - Spinebuster

- Movimientos de firma
  - Lazo mexicano (Clothesline)
  - Mexican Drop Samoan drop
  - Chop
  - Plancha
  - Patadas voladoras
  - Varios tipos de punch
    - Heart punch
    - Mounted punches

## Campeonatos y logros
Federación Internacional de Lucha Libre (circuito independiente)
- FILL Heavyweight Championship (2 veces)
- FILL Light Heavyweight Championship (1 vez)
- FILL Middleweight Championship (1 vez)

## Luchas de apuestas
| Apuesta   | Ganador         | Perdedor                        | Ubicación                | Fecha                    | Notas                                                      |  |
| --------- | --------------- | ------------------------------- | ------------------------ | ------------------------ | ---------------------------------------------------------- |  |
| Máscara   | Konan Big       | Latin Heart                     | Monterrey, Nuevo León    | 18 de enero de 2004      |                                                            |  |
| Máscara   | Spiderman       | Konan Big                       | Monterrey, Nuevo León    | 22 de febrero de 2004    |                                                            |  |
| Cabellera | Pato Zambrano   | Konan Big                       | Monterrey, Nuevo León    | 1 de agosto de 2004      | Konan no pagó la apuesta y no se cortó la cabellera.       |  |
| Máscara   | Konan Big       | Super Konnan                    | Monterrey, Nuevo León    | 17 de marzo de 2006      | Lucha Triangular con Pancho Tequilla                       |  |
| Cabellera | Konan Big       | Pato Zambrano                   | Monterrey, Nuevo León    | 12 de septiembre de 2006 | Lucha Triangular con Diluvio Negro I                       |  |
| Cabellera | Konan Big       | "La Tremenda" Carola Rodríguez  | Monterrey, Nuevo León    | 3 de octubre de 2006     | Carola es una presentadora de televisión                   |  |
| Cabellera | Konan Big       | Nestor Vargas "El Cachichurris" | Nuevo Laredo, Tamaulipas | 23 de abril de 2007      | "El Cachichurris" es un locutor de radio de Nuevo Laredo   |  |
| Cabellera | Konan Big       | Sky                             | Monterrey, Nuevo León    | 15 de mayo de 2007       |                                                            |  |
| Cabellera | Konan Big       | Símbolo                         | Monterrey, Nuevo León    | 31 de julio de 2011      |                                                            |  |
| Cabellera | Konan Big       | Big Neurosis                    | Monterrey, Nuevo León    | 29 de abril de 2012      |                                                            |  |
| Cabellera | Ernesto Chavana | Konan Big                       | Monterrey, Nuevo León    | 14 de julio de 2013      | Ernesto Chavana es un conductor de televisión y comediante |  |

## Trayectoria
Desde mediados de los años 2000, Konan lleva haciendo frecuentes apariciones como conductor en el programa Es Show de la cadena Multimedios Televisión. En 2008, Konan anunció la grabación de un disco rap titulado Y miren lo que traigo raza, lanzado más tarde en el mismo año. Konan y Grupo Palomo le abrieron un concierto a Joan Sebastián en la Arena Monterrey.
En 2009, el luchador anunciaría el cambio a su nombre artístico a Buffalo debido a problemas de derechos de autor.
A mediados de 2011, Konan lanza las canciones populares Watifor y La Troca.
Konan debutó como comediante standupero en 2019.